# Monika Richarz
Monika Richarz (* 8. Juni 1937 in Berlin) ist eine deutsche Historikerin, die sich seit Ende der 1960er Jahre mit der Sozialgeschichte jüdischer Menschen im Deutschland des 17. bis 20. Jahrhunderts befasst. Sie leitete die Kölner Bibliothek Germania Judaica und von 1994 bis zu ihrer Pensionierung im Jahr 2001 das Hamburger Institut für die Geschichte der deutschen Juden.

## Leben und Wirken
Richarz studierte in Bonn, Göttingen und Berlin Geschichte und Germanistik. In Berlin wurde sie stark geprägt von den Seminaren des jüdischen Gastprofessors Adolf Leschnitzer aus New York und dem wissenschaftlichen Austausch mit ihrem Mitstudenten, dem israelischen Historiker Amos Funkenstein. Als Mitarbeiterin der Historischen Kommission zu Berlin begann Richarz ihre wissenschaftliche Tätigkeit. Sie verfasste eine Dissertation über den „Eintritt der Juden in die akademischen Berufe“, mit der sie 1970 an der FU Berlin promoviert wurde. Danach war sie bis 1972 Mitarbeiterin des Deutschen Bundestages für ein Ausstellungsprojekt.
Anschließend ging Richarz zu einem siebenjährigen Forschungsaufenthalt an das Leo Baeck Institute (LBI) in New York, wo sie prägende Kontakte zu amerikanischen und israelischen Kolleginnen und Kollegen aufbauen konnte. Sie erarbeitete aus den reichen Beständen des LBI an Selbstzeugnissen eine Auswahl, die sie in Auszügen als dreibändige Quellenedition „Jüdisches Leben in Deutschland – Selbstzeugnisse zur Sozialgeschichte 1780–1945“ einleitete, kommentierte und herausgab. Ihre Arbeit wurde mit einem Stipendium der Deutschen Forschungsgemeinschaft gefördert. Nach ihrer Rückkehr nach Deutschland folgte eine Anstellung als wissenschaftliche Mitarbeiterin an der TU Berlin zum Thema „Landjuden“ bei Prof. Reinhard Rürup.
Von 1984 bis 1994 wirkte Richarz als Leiterin der Germania Judaica in Köln, einer der größten Spezialbibliotheken zur Geschichte des deutschen Judentums. Im Anschluss übernahm sie die Leitung des Hamburger Instituts für die Geschichte der deutschen Juden. Sowohl hier als auch zuvor in Köln nahm sie Lehraufträge an der Universität wahr und wurde dafür von der Universität Hamburg 1996 zur Honorarprofessorin ernannt. Gastdozenturen führten sie an die Hochschule für Jüdische Studien Heidelberg, die Universität Zürich und die University of Illinois in Chicago (USA). Seit ihrer Pensionierung 2001 setzt Richarz ihre wissenschaftliche Arbeit fort.
Ihrer sozialgeschichtlichen, auf die handelnden Personen als Subjekte bezogenen Perspektive blieb Richarz in ihren Forschungen treu und wurde damit sowie mit der Einbeziehung des 17. und 18. Jahrhunderts früh zur Pionierin. Nachfolgende Generationen von Forscherinnen und Forschern hat sie geprägt und unterstützt. Der Mainstream des an deutschen Universitäten erst seit den 1970er Jahren entstehenden Forschungsfeldes der deutsch-jüdischen Geschichte befasste sich im Gegensatz dazu lange vor allem mit dem Verhalten und der Politik von Herrschaft bzw. Staat und Gesellschaft gegenüber der jüdischen Bevölkerung. Die Epoche der Frühen Neuzeit zwischen 1500 und 1800 spielte kaum eine Rolle. Richarz wandte sich besonders der Geschichte der auf dem Land lebenden Juden wie auch der Frauengeschichte zu. Sie initiierte und koordinierte zwei wegweisende Tagungen zum jüdischen Leben auf dem Land (Bielefeld, 1992) sowie zu der bemerkenswerten Autobiographie der jüdischen Kauffrau Glikl aus Hamburg (Hamburg, 1996). Die Ergebnisse der Tagungen wurden publiziert und stießen zahlreiche weitere Forschungen an.

## Gremien und Mitgliedschaften
- Leo Baeck Institute, New York, Fellow
- Leo Baeck Institute Year Book, Mitglied des Wissenschaftlichen Beirats
- Wissenschaftliche Arbeitsgemeinschaft des Leo Baeck Instituts in Deutschland, Vorstandsmitglied
- Deutsches Historisches Museum Berlin, Mitglied des Wissenschaftlichen Beirats
- Gedenkstätte Haus der Wannseekonferenz Berlin, Mitglied des Wissenschaftlichen Beirats
- Kommission für die Geschichte der Juden in Frankfurt, Mitglied
- Leibniz-Institut für jüdische Geschichte und Kultur – Simon Dubnow, Leipzig, Mitglied der Gründungskommission und Vorsitzende des Wissenschaftlichen Beirats, 1995–2005
- Aschkenas. Zeitschrift für Geschichte und Kultur der Juden, Mitglied des Wissenschaftlichen Beirats

## Auszeichnungen (Auswahl)
- Hedwig-Burgheim-Medaille 1991
- Moses Mendelssohn Award 2024 des Leo Baeck Institute New York / Berlin

## Schriften (Auswahl)
- German Jews and the University, 1678–1848. Transl. by Joydeep Bagchee, Rochester / New York: Camden House 2022.
- Wilma Iggers, Böhmische Juden. Eine Kindheit auf dem Lande, hg. von Monika Richarz, Leipzig: Hentrich & Hentrich 2021.
- Mägde, Migration und Mutterschaft. Jüdische Frauen der Unterschicht im 18. Jahrhundert, in: Aschkenas 28, H. 1 (2018), S. 39–69.
- Die Hamburger Kauffrau Glikl – Jüdische Existenz in der frühen Neuzeit, hg. v. Monika Richarz (Hamburger Beiträge zur Geschichte der deutschen Juden, Bd. 24), Hamburg: Christians 2001.
- Frauen in Familie und Öffentlichkeit, in: Steven M. Lowenstein (u. a.), Deutsch-jüdische Geschichte in der Neuzeit, Bd. III: Umstrittene Integration, 1871–1918. Von Steven M. Lowenstein, Paul Mendes-Flohr, Peter Pulzer und Monika Richarz, München 1997, S. 69–100. (Der Band erschien 1997 auch in englischer und 2005 in hebräischer Übersetzung.)
- Jüdisches Leben auf dem Lande. Studien zur deutsch-jüdischen Geschichte, hgg. v. Monika Richarz / Reinhard Rürup (Schriftenreihe wissenschaftlicher Abhandlungen des Leo Baeck Instituts, Bd. 56), Tübingen: Mohr Siebeck 1997.
- Bürger auf Widerruf. Lebenszeugnisse deutscher Juden 1780–1945. (Kurzfassung der dreibändigen Quellenedition „Jüdisches Leben in Deutschland“), hg. von Monika Richarz, München: C.H. Beck 1989. (Engl. Übersetzung 1991, hebräische Übersetzung 1994.)
- Jüdisches Leben in Deutschland. Selbstzeugnisse zur Sozialgeschichte, hg. und eingeleitet von Monika Richarz, 3 Bde., Bd. 1: 1780–1871; Bd. 2: Im Kaiserreich; Bd. 3: 1918–1945 (Veröffentlichungen des Leo Baeck Instituts), Stuttgart: Dt. Verlags-Anstalt 1976–1982.
- Der Eintritt der Juden in die akademischen Berufe. Jüdische Studenten und Akademiker in Deutschland 1678–1848 (Schriftenreihe wissenschaftlicher Abhandlungen des Leo Baeck Instituts, Bd. 28), Tübingen: Mohr 1974.

## Festschrift für Richarz
- Marion Kaplan, Beate Meyer (Hgg.), Jüdische Welten. Juden in Deutschland vom 18. Jahrhundert bis in die Gegenwart (Hamburger Beiträge zur Geschichte der deutschen Juden, Bd. 27), Göttingen: Wallstein-Verlag 2005, ISBN 3-89244-888-4.